# More More
Singles de Ai Ōtsuka
Re:Name
(2013)
More More est le 23e single de Ai Ōtsuka sorti sous le label Avex Trax le 21 mai 2014 au Japon. Il sort au format CD et CD+DVD. Il atteint la 34e place du classement de l'Oricon. Il se vend à 2 674 exemplaires la première semaine, et reste classé pendant 2 semaines, pour un total de 3 000 exemplaires vendus. More More se trouve sur l'album Love Fantastic.

## Liste des titres
| 1. | More More (モアモア)                |  |
| 2. | Fu Fu Fu (フフフ)                   |  |
| 3. | More More (Instrumental) (モアモア) |  |
| 4. | Fu Fu Fu (Instrumental) (フフフ)    |  |

| 1. | More More (PV) |  |
| 2. | Bonus          |  |